# Баклан індійський
Баклан індійський (Phalacrocorax fuscicollis) — вид сулоподібних птахів родини бакланових (Phalacrocoracidae).

## Поширення
Цей баклан поширений на півночі  Шрі-Ланки, у більшій частині  Індії, у Бангладеші. На схід ареал виду проходить через М'янму до Таїланду та Камбоджі.

## Спосіб життя
Вид селиться вздовж внутрішніх річок або великих водно-болотних угідь. Також цей птах зустрічається в гирлах річок і мангрових заростях, але не на відкритому узбережжі. Він розмножується дуже локально у великих, змішаних з іншими птахами, колоніях.